# Jannik Rochelt
Jannik Rochelt (Lindenberg im Allgäu, 27 settembre 1998) è un calciatore tedesco, centrocampista dell'Hannover 96.

## Carriera
Cresciuto nel settore giovanile del Memmingen, ha debuttato in prima squadra (militante nella quarta divisione tedesca) il 15 settembre 2017 nell'incontro di Regionalliga perso 5-0 contro l'Augusta II ed ha segnato il suo primo gol il 10 marzo 2018 contro lo Schweinfurt 05. Il 1º febbraio 2019 è stato acquistato a titolo definitivo dal Bayern Monaco, che lo ha assegnato alla propria seconda squadra in Regionalliga. Dopo aver contribuito alla promozione in 3. Liga con 16 presenze e due reti, la stagione successiva ha conquistato il campionato ricoprendo tuttavia un ruolo marginale.
Il 2 febbraio 2021 ha lasciato i bavaresi per unirsi all'Ulma in Regionalliga. Dopo una stagione e mezza è passato all'Elversberg dove si è rivelato uno dei protagonisti nella conquista del campionato di terza divisione con 12 reti in 37 incontri. Il 29 luglio 2022 ha fatto il suo debutto in 2. Bundesliga nella trasferta pareggiata 2-2 contro l'Hannover 96 ed il 16 settembre ha trovato il primo gol nel campionato cadetto, nella partita vinta 2-1 contro l'Amburgo.
Il 17 luglio 2024 è stato acqusitato a titolo definitivo dall'Hannover.

## Statistiche

### Presenze e reti nei club
Statistiche aggiornate al 28 marzo 2025.
| Stagione                | Squadra                 | Campionato              | Campionato | Campionato | Coppe nazionali | Coppe nazionali | Coppe nazionali | Coppe continentali | Coppe continentali | Coppe continentali | Altre coppe | Altre coppe | Altre coppe | Totale | Totale | Totale |
| Stagione                | Squadra                 | Comp                    | Pres       | Reti       | Comp            | Pres            | Reti            | Comp               | Pres               | Reti               | Comp        | Pres        | Reti        | Pres   | Reti   |        |
| ----------------------- | ----------------------- | ----------------------- | ---------- | ---------- | --------------- | --------------- | --------------- | ------------------ | ------------------ | ------------------ | ----------- | ----------- | ----------- | ------ | ------ | ------ |
| 2017-2018               | Memmingen               | RL                      | 17+2       | 5+1        | -               | -               | -               | -                  | -                  | -                  | -           | -           | -           | 19     | 6      |        |
| 2018-gen. 2019          | Memmingen               | RL                      | 22         | 8          | -               | -               | -               | -                  | -                  | -                  | -           | -           | -           | 22     | 8      |        |
| Totale Memmingen        | Totale Memmingen        | Totale Memmingen        | 41         | 14         |                 | -               | -               |                    | -                  | -                  |             | -           | -           | 41     | 14     |        |
| gen.-giu. 2019          | Bayern Monaco II        | RL                      | 16         | 2          | -               | -               | -               | -                  | -                  | -                  | -           | -           | -           | 16     | 2      |        |
| 2019-2020               | Bayern Monaco II        | 3L                      | 14         | 1          | -               | -               | -               | -                  | -                  | -                  | -           | -           | -           | 14     | 1      |        |
| 2020-gen. 2021          | Bayern Monaco II        | 3L                      | 10         | 0          | -               | -               | -               | -                  | -                  | -                  | -           | -           | -           | 10     | 0      |        |
| Totale Bayern Monaco II | Totale Bayern Monaco II | Totale Bayern Monaco II | 40         | 3          |                 | -               | -               |                    | -                  | -                  |             | -           | -           | 40     | 3      |        |
| gen.-giu. 2021          | Ulma                    | RL                      | 20         | 2          | -               | -               | -               | -                  | -                  | -                  | -           | -           | -           | 20     | 2      |        |
| 2021-2022               | Ulma                    | RL                      | 31         | 1          | CG              | 1               | 0               | -                  | -                  | -                  | -           | -           | -           | 32     | 1      |        |
| Totale Ulma             | Totale Ulma             | Totale Ulma             | 51         | 3          |                 | 1               | 0               |                    | -                  | -                  |             | -           | -           | 52     | 3      |        |
| 2022-2023               | Elversberg              | 3L                      | 37         | 12         | CG              | 2               | 1               | -                  | -                  | -                  | -           | -           | -           | 39     | 13     |        |
| 2023-2024               | Elversberg              | 2L                      | 33         | 4          | CG              | 1               | 0               | -                  | -                  | -                  | -           | -           | -           | 34     | 4      |        |
| Totale Elversberg       | Totale Elversberg       | Totale Elversberg       | 70         | 16         |                 | 3               | 1               |                    | -                  | -                  |             | -           | -           | 73     | 16     |        |
| 2024-2025               | Hannover 96             | 2L                      | 22         | 2          | CG              | 1               | 0               | -                  | -                  | -                  | -           | -           | -           | 23     | 2      |        |
| Totale carriera         | Totale carriera         | Totale carriera         | 224        | 38         |                 | 5               | 1               |                    | -                  | -                  |             | -           | -           | 229    | 39     |        |

## Palmarès

### Club

#### Competizioni nazionali
- 3. Liga: 2

Bayern Monaco II: 2019-2020
Elversberg: 2022-2023